# Anthony Vanden Borre
Anthony Vanden Borre (ur. 24 października 1987 w Likasi) – belgijski piłkarz grający na pozycji prawego obrońcy.

## Kariera klubowa
Vanden Borre urodził się w mieście leżącym w dawnym Zairze, Likasi. W młodym wieku wyemigrował z rodzicami z tej dawnej belgijskiej kolonii do Brukseli. Mając 8 lat trafił do piłkarskiej szkółki jednego z najsłynniejszych klubów w Belgii, RSC Anderlecht. Przechodził przez wszystkie szczeble juniorskie w tym klubie, aż w 2003 roku trafił do pierwszego zespołu. W Eerste Klasse zadebiutował w 2004 roku, 13 marca w wygranym 3:2 meczu z Charleroi. Miał wówczas 16 lat i 5 miesięcy i stał się jednym z najmłodszych zawodników w historii ligi. W całym sezonie 2003/2004 zagrał w 8 meczach i wywalczył z Anderlechtem swój pierwszy tytuł mistrza kraju. W sezonie 2004/2005 już dużo częściej wybiegał na boisko i łącznie rozegrał 19 meczów ligowych. Z Anderlechtem zajął 2. miejsce w lidze za odwiecznym rywalem Club Brugge. W barwach „Fiołków” Vanden Borre zadebiutował w Lidze Mistrzów, jednak Anderlecht nie odniósł tam żadnych sukcesów, zajmując ostatnie miejsce w Grupie G nie zdobywając punktu. Sezon 2005/2006 był dla Vanden Borre bardziej udany niż poprzedni. Zagrał w 22 meczach i zdobył swojego pierwszego gola w karierze – 21 września 2005 w wygranym 5:1 meczu z KSV Roeselare, a oprócz niego dołożył jeszcze 2 kolejne (z Charleroi oraz Cercle Brugge). Z Anderlechtem po raz drugi w karierze wywalczył mistrzostwo kraju. Udane występy zanotował również w Lidze Mistrzów, zwracając uwagę na siebie menedżerowi Chelsea José Mourinho w bezpośrednim meczu Anderlechtu z „The Blues” wygranym przez Anglików 1:0.
Od początku letniego okna transferowego w 2006 roku o Vanden Borre biją się kluby z najwyższej półki w Europie. Jest na liście życzeń między innymi Bayernu Monachium, Interu Mediolan czy FC Barcelona. Jednak to ACF Fiorentina zdołała zakontraktować zdolnego obrońcę latem 2007 roku. W lidze rozegrał jednak tylko 2 spotkania i w styczniu 2008 został wymieniony na Papę Waigo N’Diaye z Genoi. We włoskim klubie rozegrał 25 meczów.
Na sezon 2009/2010 został wypożyczony do Portsmouth. Wziął udział w 19 meczach Premier League. Strzelił swojego pierwszego gola w klubie w meczu pucharu ligi angielskiej przeciwko Carlisle United. Latem 2010 wrócił do Genoi, a w 2011 roku do Belgii i został zawodnikiem KRC Genk. Po wygaśnięciu kontraktu w końcu lata 2012, 17 października 2012 podpisał kontrakt z Tawriją Symferopol. Nie zagrał żadnego meczu i podczas przerwy zimowej sezonu 2012/13 powrócił do Anderlechtu. W sezonach 2012/2013 i 2013/2014 wywalczył z Anderlechtem dwa tytuły mistrza kraju. Latem 2016 został wypożyczony do Montpellier HSC. W dniu 11 stycznia 2017 ogłosił zakończenie kariery piłkarskiej. W marcu 2017 wznowił ją i podpisał kontrakt z kongijskim TP Mazembe. Po zakończeniu sezonu 2016/2017 odszedł z klubu.
| Sezon   | Klub            | Kraj    | Rozgrywki      | Mecze | Bramki |
| ------- | --------------- | ------- | -------------- | ----- | ------ |
| 2003/04 | RSC Anderlecht  | Belgia  | Eerste Klasse  | 8     | 0      |
| 2004/05 | RSC Anderlecht  | Belgia  | Eerste Klasse  | 19    | 0      |
| 2005/06 | RSC Anderlecht  | Belgia  | Eerste Klasse  | 22    | 3      |
| 2006/07 | RSC Anderlecht  | Belgia  | Eerste Klasse  | 20    | 0      |
| 2007/08 | ACF Fiorentina  | Włochy  | Serie A        | 2     | 0      |
| 2007/08 | Genoa CFC       | Włochy  | Serie A        | 6     | 0      |
| 2008/09 | Genoa CFC       | Włochy  | Serie A        | 25    | 0      |
| 2009/10 | Portsmouth      | Anglia  | Premier League | 19    | 0      |
| 2010/11 | Genoa CFC       | Włochy  | Serie A        | 0     | 0      |
| 2010/11 | KRC Genk        | Belgia  | Eerste Klasse  | 16    | 0      |
| 2011/12 | KRC Genk        | Belgia  | Eerste Klasse  | 26    | 1      |
| 2012/13 | RSC Anderlecht  | Belgia  | Eerste Klasse  | 1     | 0      |
| 2013/14 | RSC Anderlecht  | Belgia  | Eerste Klasse  | 27    | 0      |
| 2014/15 | RSC Anderlecht  | Belgia  | Eerste Klasse  | 20    | 1      |
| 2015/16 | RSC Anderlecht  | Belgia  | Eerste Klasse  | 2     | 0      |
| 2016/17 | Montpellier HSC | Francja | Ligue 1        | 10    | 0      |

## Kariera reprezentacyjna
Nim Vanden Borre zagrał po raz pierwszy w pierwszej reprezentacji Belgii, grywał w młodzieżowych reprezentacjach „Czerwonych Diabłów”. Debiut w pierwszej reprezentacji nastąpił 28 kwietnia 2004 w przegranym 2:3 towarzyskim meczu z Turcją. Vanden Borre, który ledwie 1,5 miesiąca wcześniej zadebiutował w ekstraklasie, zmienił w 90 minucie tego meczu Erika Deflandre. Pobił wówczas rekord Paula van Himsta, który zadebiutował w reprezentacji W 1960 roku mając 17 lat i 17 dni.
Od czasu debiutu coraz częściej grał w kadrze i stawał się jej najważniejszym ogniwem na prawej obronie. W tym samym roku w listopadowym meczu, przegranym 0:2 i rozegranym z Serbią i Czarnogórą w ramach eliminacji do Mistrzostw Świata w Niemczech Vanden Borre po raz pierwszy zagrał w meczu o punkty. 11 maja 2006 zdobył swojego pierwszego gola w narodowych barwach, w wygranym 2:1 sparingu z Arabią Saudyjską.